# 凱氏小雷氏鯰
凱氏小雷氏鯰，為輻鰭魚綱鯰形目鼬鯰科的其中一種，為亞熱帶淡水魚，分布於南美洲阿根廷巴拉那河流域，體長可達15.8公分，棲息在底層水域，生活習性不明。

## 扩展阅读
維基物種上的相關：凱氏小雷氏鯰